# Teresa de Mera
Teresa de Mera (* 29. April 2003 in Madrid) ist eine spanische Schauspielerin.

## Leben und Karriere
De Mera wurde am 29. April 2003 in  Madrid geboren. Ihr Debüt gab sie 2020 in dem Theaterstück Onírico. Anschließend war sie im selben Jahr in dem Kurzfilm Carpe Diem zu sehen.
2021 wurde de Mera für die Serie HIT – Wer erzieht hier wen? gecastet. Außerdem trat sie in dem Kurzfilm Chicas auf. Unter anderem setzte sie 2023 ihre Karriere in Divercity fort. 2024 bekam sie in der Serie Ni una más eine Hauptrolle.

## Filmografie
Filme
- 2020: Carpe Diem
- 2021: Chicas
- 2021: Jerarquías
- 2023: Divercity

Serien
- 2021: HIT – Wer erzieht hier wen? (HIT)
- 2024: Nicht eine mehr (Ni una más)

## Theater
- 2020: Onírico